# Lalla Miranda
Lalla Miranda (Melbourne, 1874 – Edimburgo, 1944) è stata un soprano di coloratura australiano.

## Biografia
Lalla Miranda (1874–1944) era un soprano di coloratura australiano attivo principalmente in Belgio, Francia e Gran Bretagna.
Nata a Melbourne, era la figlia dei cantanti lirici David Miranda e Annetta Hirst e sorella maggiore della cantante lirica Beatrice Miranda. Dopo gli studi a Londra e Parigi, fece il suo debutto operistico professionale a L'Aia nel 1898.
She then appeared in numerous operas in Amsterdam in successive years. In 1899 she was a resident artist at La Monnaie. She made several appearances at the Palais Garnier in Paris and at theatres in the French Provences during the first two decades of the 20th century.
È poi apparsa in numerose opere ad Amsterdam negli anni successivi. Nel 1899 fu artista residente a La Monnaie. Ha fatto diverse apparizioni al Palais Garnier di Parigi e nei teatri delle province francesi durante i primi due decenni del XX secolo.
Nel 1900–1901 e dal 1907–1911 fu impegnata alla Royal Opera House di Londra. Nel 1910 fu impegnata sia nella Manhattan Opera Company che nella Philadelphia Opera Company. In particolare aprì la stagione 1910 alla Manhattan Opera House nel ruolo principale di Lucia di Lammermoor di Donizetti, ruolo per il quale era famosa. A New York e a Filadelfia cantò anche cantato Gilda in Rigoletto, Olympia in I racconti di Hoffmann e il ruolo principale in Lakmé. Dopo il 1918 fu attiva principalmente con la Carl Rosa Opera Company.
Si ritirò all'inizio degli anni '20. Ha fatto solo poche registrazioni per l'etichetta Pathé Records.